# Barbara Jordan (tennisser)
Barbara Jordan (Milwaukee, 2 april 1957) is een voormalig tennisspeelster uit de Verenigde Staten van Amerika.
In 1979 won ze het Australian Open – in de finale versloeg zij haar landgenote Sharon Walsh.
In 1983 won ze met Eliot Teltscher de finale van Roland Garros gemengd dubbelspel.
Jordan studeerde tot 1979 aan de Stanford-universiteit, waar ze in 2008 werd toegevoegd aan de Hall of Fame. Ook haar jongere zus Kathy Jordan studeerde er – zij was ook een succesvol tennisspeelster.
Na haar tenniscarrière werd Jordan advocaat voor de stad San Jose.

## Posities op deWTA-ranglijst
Positie per einde seizoen:
| jaar | rang enkelspel | rang dubbelspel |
| ---- | -------------- | --------------- |
| 1977 | 70             | onbekend        |
| 1978 | 68             | onbekend        |
| 1979 | 55             | onbekend        |
| 1980 | 58             | onbekend        |
| 1981 | 73             | onbekend        |
| 1982 | 76             | onbekend        |
| 1983 | 139            | onbekend        |
| 1984 | –              | 48              |
| 1985 | 144            | 215             |
| 1986 | 469            | –               |

## Palmares

### WTA-finaleplaatsen enkelspel
| nr.              | finale             | toernooi        | ondergrond | tegenstandster   | score         |         |
| ---------------- | ------------------ | --------------- | ---------- | ---------------- | ------------- | ------- |
| gewonnen finales |                    |                 |            |                  |               |         |
| 1.               | 1980-01-02 (1979*) | Australian Open | gras       | Sharon Walsh     | 6-3, 6-3      | details |
| verloren finales |                    |                 |            |                  |               |         |
| 1.               | 1979-01-07         | WTA Austin      |            | Betty-Ann Stuart | 3-6, 7-5, 5-7 | details |
| 2.               | 1980-10-19         | WTA Nagoya      | gravel     | Dana Gilbert     | 1-5, opg.     | details |

* De nominale jaargang van dit toernooi was 1979.

### WTA-finaleplaatsen vrouwendubbelspel
| nr.              | finale             | toernooi                | ondergrond    | partner          | tegenstandsters                   | score         |         |
| ---------------- | ------------------ | ----------------------- | ------------- | ---------------- | --------------------------------- | ------------- | ------- |
| gewonnen finales |                    |                         |               |                  |                                   |               |         |
| 1.               | 1981-02-08         | WTA Hershey             | hardcourt (i) | Laura duPont     | Andrea Buchanan Kim Sands         | 7-5, 6-3      |         |
| 2.               | 1982-10-24         | WTA Japan (Tokio)       | hardcourt     | Laura duPont     | Naoko Satō Brenda Remilton        | 6-2, 6-7, 6-1 |         |
| 3.               | 1983-02-13         | WTA Indianapolis        | tapijt (i)    | Lea Antonoplis   | Rosalyn Fairbank Candy Reynolds   | 5-7, 6-4, 7-5 |         |
| 4.               | 1983-02-20         | WTA Hershey             | tapijt (i)    | Lea Antonoplis   | Sherry Acker Ann Henricksson      | 6-3, 6-4      |         |
| verloren finales |                    |                         |               |                  |                                   |               |         |
| 1.               | 1979-12-23 (1980*) | WTA Sydney              | gras          | Kym Ruddell      | Diane Desfor Barbara Hallquist    | 6-4, 2-6, 2-6 |         |
| 2.               | 1980-01-19         | WTA Las Vegas           | hardcourt (i) | Diane Desfor     | Kay McDaniel Barbara Potter       | 6-4, 6-7, 4-6 |         |
| 3.               | 1980-09-14         | WTA Salt Lake City      | hardcourt     | JoAnne Russell   | Virginia Ruzici Pam Teeguarden    | 4-6, 5-7      |         |
| 4.               | 1981-03-08         | WTA Las Vegas           | hardcourt (i) | Laura duPont     | Sherry Acker Paula Smith          | 6-2, 4-6, 3-6 |         |
| 5.               | 1981-10-25         | WTA Japan (Tokio)       | tapijt (i)    | Roberta McCallum | Cláudia Monteiro Patricia Medrado | 3-6, 6-3, 2-6 |         |
| 6.               | 1982-01-24         | WTA Montréal            | hardcourt (i) | Diane Desfor     | Marjorie Blackwood Susan Leo      | 2-6, 4-6      |         |
| 7.               | 1982-10-17         | WTA Tokio               | gravel        | Laura duPont     | Naoko Satō Brenda Remilton        | 6-2, 3-6, 3-6 |         |
| 8.               | 1983-07-17         | WTA Newport (VS)        | gras          | Elizabeth Sayers | Barbara Potter Pam Shriver        | 3-6, 1-6      |         |
| 9.               | 1983-11-13         | Tournament of Champions | tapijt (i)    | Lea Antonoplis   | Rosalyn Fairbank Candy Reynolds   | 7-5, 5-7, 3-6 |         |
| 10.              | 1984-03-11         | WTA Tokio               | tapijt (i)    | Elizabeth Sayers | Ann Kiyomura Pam Shriver          | 3-6, 7-6, 3-6 | details |
| 11.              | 1984-06-17         | WTA Birmingham          | gras          | Elizabeth Sayers | Leslie Allen Anne White           | 5-7, 3-6      |         |

* De nominale jaargang van dit toernooi was 1980.

### WTA-finaleplaatsen gemengd dubbelspel
| nr.              | finale     | toernooi      | ondergrond | partner         | tegenstanders               | score    |         |
| ---------------- | ---------- | ------------- | ---------- | --------------- | --------------------------- | -------- | ------- |
| gewonnen finales |            |               |            |                 |                             |          |         |
| 1.               | 1983-06-05 | Roland Garros | gravel     | Eliot Teltscher | Leslie Allen Charles Strode | 6-2, 6-3 | details |
| verloren finales |            |               |            |                 |                             |          |         |
| geen             |            |               |            |                 |                             |          |         |

## Resultaten grandslamtoernooien
| Legenda | Legenda                          |
| ------- | -------------------------------- |
| g.t.    | geen toernooi gehouden           |
| l.c.    | lagere categorie                 |
| –       | niet deelgenomen                 |
| G       | uitgeschakeld in de groepsfase   |
| 1R      | uitgeschakeld in de eerste ronde |
| 2R      | uitgeschakeld in de tweede ronde |
| 3R      | uitgeschakeld in de derde ronde  |
| 4R      | uitgeschakeld in de vierde ronde |
| KF      | uitgeschakeld in de kwartfinale  |
| HF      | uitgeschakeld in de halve finale |
| F       | de finale verloren               |
| W       | het toernooi gewonnen            |
| w-v     | winst/verlies-balans             |

### Enkelspel
| toernooi        | 1977 | 1977 | 1978 | 1979 | 1980 | 1981 | 1982 | 1983 | 1984 | 1985 | w-v |
| --------------- | ---- | ---- | ---- | ---- | ---- | ---- | ---- | ---- | ---- | ---- | --- |
| Australian Open | –    | –    | –    | W    | –    | –    | –    | 1R   | –    | –    | 5-1 |
| Roland Garros   | –    | –    | –    | 1R   | 1R   | 2R   | 1R   | 1R   | 1R   | –    | 1-6 |
| Wimbledon       | –    | –    | 3R   | 2R   | 3R   | –    | 2R   | 3R   | –    | 1R   | 6-5 |
| US Open         | 3R   | 3R   | 1R   | 3R   | 2R   | 2R   | 1R   | 1R   | –    | 1R   | 6-8 |

### Vrouwendubbelspel
| toernooi        | 1975 | 1976 |    | 1978 | 1979 | 1980 | 1981 | 1982 | 1983 | 1984 | 1985 | w-v |
| --------------- | ---- | ---- | -- | ---- | ---- | ---- | ---- | ---- | ---- | ---- | ---- | --- |
| Australian Open | –    | –    | –  | KF   | –    | –    | 2R   | 2R   | –    | –    | 3-3  |     |
| Roland Garros   | –    | –    | –  | –    | 2R   | 3R   | 1R   | 3R   | HF   | 1R   | 9-6  |     |
| Wimbledon       | 1R   | –    | 1R | 1R   | 1R   | –    | 2R   | 3R   | 2R   | 1R   | 3-8  |     |
| US Open         | –    | 1R   | 2R | 2R   | 1R   | 2R   | 1R   | 2R   | –    | 1R   | 2-8  |     |

### Gemengd dubbelspel
| toernooi        | 1978 |    | 1980 | 1981 | 1982 | 1983 | 1984 | 1985 | w-v |
| --------------- | ---- | -- | ---- | ---- | ---- | ---- | ---- | ---- | --- |
| Australian Open | –    | –  | –    | –    | –    | –    | –    | 0-0  |     |
| Roland Garros   | –    | –  | –    | 2R   | W    | KF   | 2R   | 9-3  |     |
| Wimbledon       | –    | –  | –    | 1R   | 3R   | 1R   | –    | 0-2  |     |
| US Open         | 3R   | 2R | 1R   | HF   | –    | –    | –    | 4-4  |     |